# ناتان هیل (آسیاشناس)
ناتان هیل (انگلیسی: Nathan W. Hill؛ زادهٔ ۸ ژوئیه ۱۹۷۹) تبت‌شناس و زبان‌شناس تاریخی آمریکایی است که تخصصش زبان‌های خانواده تبت-چینی به ویژه زبان‌های تبتی است.
او استاد چینی‌شناس و مدیر مرکز ترینیتی آسیاشناسی در کالج ترینیتی دوبلین است. او در سابق خواننده در تبت و زبان‌شناسی تاریخ در سواز در زمینه فرهنگ‌ها و زبان‌های آسیای شرقی بوده و به عنوان مدیر دپارتمان بین سال‌های ۲۰۱۷ تا ۲۰۱۹ خدمت کرده است.
او مخصوصاً برای اثرش بر روی مقایسه تبتی-چیننی، لغت‌شناسی تبتی قدیم و نوع‌شناسی زبانشناسی (به ویژه تائیدیه و مدرکی) شناخته شده است.
از سال ۲۰۱۴ تا ۲۰۲۰، هیل رسیدگی اصلی بر روی فرامرزی انجام داد: مذهب، منطقه، زبان و استان، یک پروژه بنیانگذاری شده توسط شورای تحقیقی اروپایی و توسط موزه بریتانیا میزبانی شده است. در طی سال‌های آکادمیک ۲۰۱۵–۲۰۱۶ او استاد مدعو دانشگاه کالیفرنیا، برکلی بوده است. در سال‌های ۲۰۲۰ تا ۲۰۲۱ او در مؤسسه شرق‌شناسی آکسفورد استاد مدعو بود.

## آثار
- Hill, Nathan W. (2010a), "Overview of Old Tibetan synchronic phonology" (PDF), Transactions of the Philological Society, 108 (2): 110–125, CiteSeerX 10.1.1.694.8283, doi:10.1111/j.1467-968X.2010.01234.x, archived (PDF) from the original on 28 July 2013.
- —— (2010b), "Personal pronouns in Old Tibetan" (PDF), Journal Asiatique, 298 (2): 549–571, doi:10.2143/JA.298.2.2062444, archived (PDF) from the original on 1 August 2013.
- —— (2011), "The allative, locative, and terminative cases (la-don) in the Old Tibetan Annals", New Studies in the Old Tibetan Documents: Philology, History and Religion (PDF), Old Tibetan Documents Online Monograph Series, vol. 3, Tokyo: Research Institute for Languages and Cultures of Asia and Africa, Tokyo University of Foreign Studies, pp. 3–38.
- —— (2012). "Tibetan -las, -nas, and -bas" (PDF). Cahiers de Linguistique Asie Orientale. 41 (1): 3–38. doi:10.1163/1960602812X00014. Archived from the original (PDF) on 2015-09-09.
- Hill, Nathan W. (2012). "'Mirativity' does not exist: ḥdug in 'Lhasa' Tibetan and other suspects". Linguistic Typology. 16 (3): 389–433. CiteSeerX 10.1.1.694.8358. doi:10.1515/lity-2012-0016. S2CID 55007142.
- Hill, Nathan W. (2012), "The six vowel hypothesis of Old Chinese in comparative context", Bulletin of Chinese Linguistics, 6 (2): 1–69, doi:10.1163/2405478x-90000100.
- —— (2014), "Cognates of Old Chinese *-n, *-r, and *-j in Tibetan and Burmese", Cahiers de Linguistique Asie Orientale, 43 (2): 91–109, doi:10.1163/19606028-00432p02, S2CID 170371949
- Hill, Nathan W. (2015). "Hare lõ: the touchstone of mirativity". SKASE Journal of Theoretical Linguistics. 13 (2): 24–31.
- Gawne, Lauren; Hill, Nathan W., eds. (2017), Evidential Systems of Tibetan Languages, Studies and Monographs [TiLSM], vol. 302, Berlin: De Gruyter Mouton
- Hill, Nathan W. (2019), The Historical Phonology of Tibetan, Burmese, and Chinese, Cambridge: Cambridge University Press, ISBN 978-1-107-14648-8